# Suprimarea energiei libere
Suprimarea energiei libere (sau tăinuirea, ascunderea, interzicerea energiei gratuite) este o teorie a conspirației care pretinde că tehnologii avansate care ar remodela paradigmele actuale privind energia sunt suprimate (tăinuite, ascunse, interzise) de anumite grupuri de interes.  Aceste grupuri sunt de obicei considerate a fi cele asociate cu industria petrolului, cărbunelui, nucleară sau a gazelor naturale, grupuri care ar vrea să-și păstreze profituri "uriașe" obținute din metodele curente de generare a energiei, sau agenții guvernamentale care ar considera noile tehnologii potențial dăunătoare sistemului economic național sau mondial.  
În acest context, termenul de "Energie liberă" este impropriu, este o traducere greșită a sintagmei "free energy", și nu trebuie să fie confundat cu energia liberă termodinamică. În general, termenul este folosit pentru a se referi la pretinse tehnologii care au potențialul de a reduce dramatic costurile energiei personale cu investiții relativ mici. 